# コティニョーラ
コティニョーラ（伊: Cotignola）は、イタリア共和国エミリア＝ロマーニャ州ラヴェンナ県にある、人口約7,400人の基礎自治体（コムーネ）。

## 地理

### 位置・広がり

#### 隣接コムーネ
隣接するコムーネは以下の通り。括弧内のBOはボローニャ県、FEはフェラーラ県所属を示す。
- バニャカヴァッロ
- バニャーラ・ディ・ロマーニャ
- ファエンツァ
- ルーゴ
- ソラローロ

### 気候分類・地震分類
コティニョーラにおけるイタリアの気候分類 (it) および度日は、zona E, 2476 GGである。
また、イタリアの地震リスク階級 (it) では、zona 2 (sismicità media) に分類される。

## 行政

### 分離集落
コティニョーラには、以下の分離集落（フラツィオーネ）がある。
- Barbiano, Budrio, San Severo di Cotignola, Cassanigo, Zagonara

## 姉妹都市
- ヒュットリンゲン、ドイツ 2007年
- Delle、フランス 2012年